# 김아랑
김아랑(1995년 8월 22일 ~ )은 대한민국의 쇼트트랙 선수이다. 2013년 2월, 2013 세계 주니어 쇼트트랙 선수권 대회에서 금메달 2개, 은메달 1개를 따며 개인 종합 순위 2위로 국제 대회에 모습을 드러냈다. 이후 시니어 대회로 올라가서 2013–14 시즌 월드컵에 4차례 출전하여 금메달 4개, 은메달 5개를 차지하였으며, 2013-14 시즌에서 김아랑은 쇼트트랙 스피드 스케이팅 1000미터와 1500미터에서 ISU(국제 빙상 연맹) 세계 랭킹 2위를 각기 마크하였다.
또한 2014년 동계 올림픽과 2018년 동계 올림픽 여자 쇼트트랙 3000 미터 계주에서 연속 금메달을 획득하였으며, |2014년·2015년 세계 선수권 대회에서 연이어 개인 종합 순위 6위를, 2018년 세계 선수권 대회에서는 개인 종합 순위 5위를 기록하였다.

## 경력
- 2013년 주니어 쇼트트랙 국가대표
- 2013년 2013-14 쇼트트랙 국가대표
- 2014년 동계 올림픽 쇼트트랙 국가대표
- 2014년 2014-15 쇼트트랙 국가대표
- 2015년 2015-16 쇼트트랙 국가대표
- 2017년 동계 유니버시아드 쇼트트랙 국가대표
- 2017년 2017-18 쇼트트랙 국가대표
- 2018년 동계 올림픽 쇼트트랙 국가대표
- 2019년 동계 유니버시아드 쇼트트랙 국가대표
- 2019년 2019-20 쇼트트랙 국가대표
- 2020년 Covid-19로 인한 선발 대회 취소
- 2021년 2021-22 쇼트트랙 국가대표

## 선수 생활

### 입문
전주에서 태어난 김아랑은 초등학교 시절 오빠를 따라 스케이트장을 다니다가 스케이트 교사의 눈에 띄어 운동을 시작하였다. 이후 체계적인 훈련을 위하여 서울의 중학교로 전학한 김아랑은 서울의 대표팀 선배 집에서 하숙 생활을 시작하였는데 어린 나이의 김아랑을 혼자 서울로 보내고 김아랑의 부모는 속상한 적이 많았었다고 한다. 전지훈련과 장비에 수월치 않은 비용이 들었으며 하숙비나 레슨비도 몇 달씩 밀린 적이 있었는데 그러한 경제적인 어려움으로 쇼트트랙을 그만두라고 말하고 싶었던 적도 있었다고 한다. 김아랑은 처음에 쇼트트랙 경기 중 몸싸움을 피해서 순둥이라고 스케이트장에서 불렸지만, 객지 생활은 그를 독하게 만들어서 몸싸움에서도 밀리지 않고 과감한 플레이를 보여주기 시작하였다. 순하게 보이던 김아랑이 유독 스케이트장에서는 다른 모습을 보여주기 시작한 것이었다.
하지만 김아랑은 처음에는 크게 돋보이는 선수가 아니었다. 이른바 '그림자 신세였다'. 그러나 2012년 12월 전국 주니어 쇼트트랙 선수권 대회에서 좋은 성적을 보이며 쇼트트랙 주니어 국가대표 선수로 선발되어 생애 첫 태극마크를 달았다. 당시 지도 교사였던 전주제일고 강병혁 감독은 "인성이 좋아서 선수로서 대성할 수 있는 기본 소양을 갖추고 있으며 또한 운동 선수로서 지구력이 좋아서 레이스 과정에 막판 뒷심을 보여주는 것이 장점이다"라고 김아랑을 평가하였다. 김아랑은 첫 출전한 국제대회인 2013년 2월의 세계 주니어 쇼트트랙 선수권 대회에서 금메달 2개, 은메달 1개를 따며 개인 종합 순위 2위를 기록하였다.

### 2013-2014 시즌

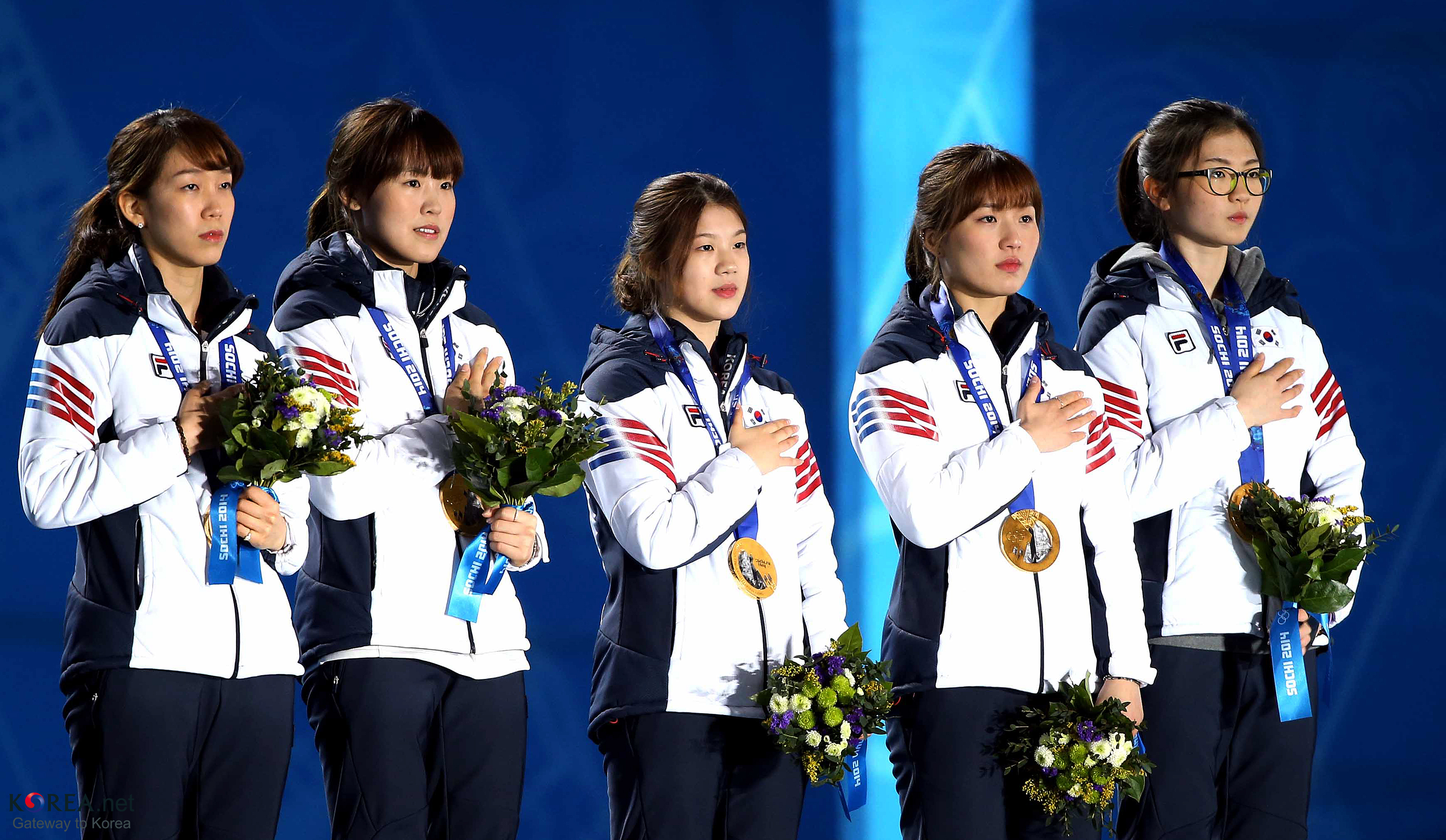
2014 소치 동계 올림픽 3000m 계주에서 금메달을 목에 걸은 여자 쇼트트랙 대표팀

김아랑은 2013년 4월 10~11일 열린 2013-2014 시즌 쇼트트랙 국가대표 선발전에서 여자부 종합 3위를 차지하며 최종 6명을 선발하는 시니어 국가대표에 처음으로 뽑혔으며 또한 2014년 러시아 소치에서 개최되는 동계올림픽 출전자격 역시 획득하였다.
김아랑은 첫 출전한 2013년 9월 ISU 쇼트트랙 월드컵 1차 대회 1000미터와 1500미터에서 은메달을 땄으며, 2013년 10월 ISU 월드컵 2차 대회 1500미터에서는 그때까지 7개 대회 1500미터 연속 1위를 차지하였던 팀 동료 심석희를 제치고 월드컵 개인전 첫 금메달을 차지하였다. 당시 여자 쇼트트랙 대표팀의 최광복 코치는 심석희의 강한 모습과 박승희의 속도 그리고 김아랑의 코스를 읽는 능력이 서로에게 시너지 효과를 주고 있다고 설명하며 어린 선수들이 매 순간 실력이 늘고 있다고 평가하였다.
김아랑은 소치 동계 올림픽 전까지 4차례 ISU 쇼트트랙 월드컵에 출전하여 금메달 4개 은메달 5개를 획득하며 새로운 쇼트트랙 유망주의 탄생을 알렸다. 그러나 기대되었던 2014 소치 동계 올림픽에서 급성위염 등의 컨디션 난조로 개인전에서의 메달 획득은 실패하였으나 단체전 3000미터 계주에서는 그래도 힘을 보태 올림픽 첫 금메달을 목에 걸었다. 시니어 국제대회에 출전한 첫 시즌, 김아랑은 쇼트트랙 스피드 스케이팅 1000미터와 1500미터에서 ISU(국제 빙상 연맹) 세계 랭킹 2위를 각기 마크하였으며, 또한 처음 출전한 세계 쇼트트랙 선수권 대회에서 개인 종합 순위 6위를 기록하였다.

### 2014-2015 시즌

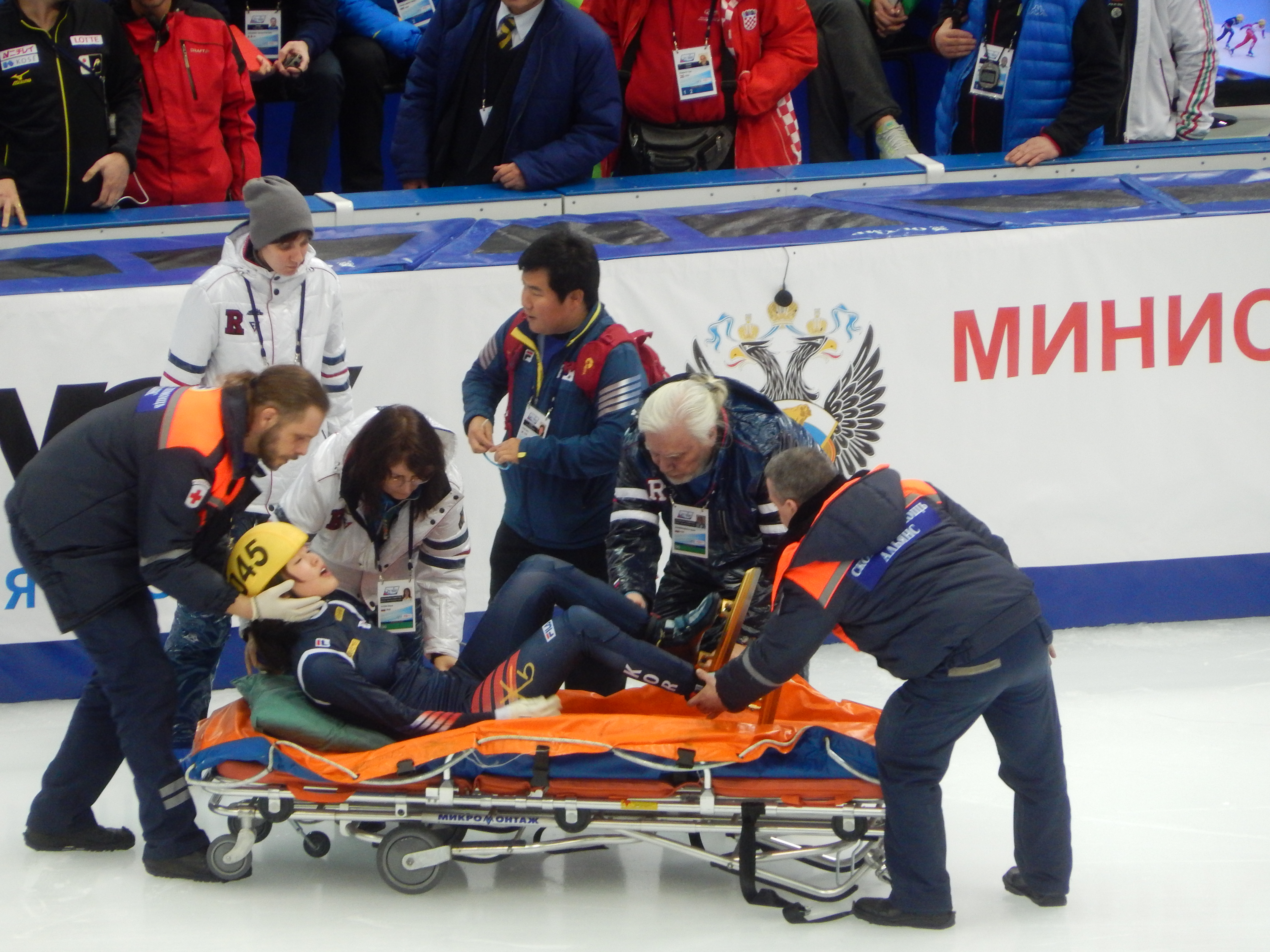
2015년 3월 모스크바 세계 선수권 대회에서 펜스에 부딪혀 부상을 입은 김아랑

김아랑은 2014-2015 시즌 국가대표 선발전에서 어깨 부상을 입었는데 이것은 수술을 필요로 하는 회전근개(Rotator cuff) 손상이었으며 2015년 국가대표 선발전이 끝난 후 수술을 하였다. 2014-2015 시즌에서 김아랑은 5차례 ISU 쇼트트랙 월드컵에 출전하여 금메달 3개 은메달 4개 동메달 1개를 획득하였으며, 2015년 2월 스페인 그라나다에서 열린 동계 유니버시아드 쇼트트랙 1000미터와 1500미터에서 우승하여 개인전 금메달 2개를 목에 걸었다. 당시 김아랑은 "금메달 2개를 차지한 것은 기쁘지만 3000미터 계주에서 중국에게 석패한 것이 아쉽다. 내가 3관왕을 못해서 아쉬운 것이 아니라, 팀 전체가 모두 금메달을 함께 할 수 있는 기회를 놓쳤기 때문"이라고 기쁨보다는 아쉬움을 표현하였다.
시즌 마지막 대회인 2015년 3월 러시아 모스크바에서 열린 세계 선수권 대회 첫날 김아랑은 1000미터 예선 경기에서 미끄러져 펜스와 충돌하는 부상을 입었다. 당시 5분 넘게 일어나지 못하여 결국 병원으로 후송되었지만 부상 정도가 심하지 않아서 다시 잔여 경기에 참여하였는데 이 대회에서 김아랑은 1500미터와 3000미터 슈퍼 파이널에서 좋은 레이스를 펼쳐 1000미터 경기 성적이 없음에도 불구하고 세계 선수권 대회 개인 종합 순위 6위를 다시 기록하였다.

### 2015-2016 시즌
2015-2016 시즌 ISU 쇼트트랙 월드컵에서 김아랑은 주 종목인 1000미터와 1500미터를 노도희와 번갈아 가며 출전하여 개인전 동메달 4개를 획득하는 데 그쳤으나 3000m 계주에서는 5번 출전하여 4연속 금메달을 차지하였다. 하지만 김아랑은 2016년 2월 네덜란드 도르드레흐트의 ISU 쇼트트랙 월드컵 6차 대회를 앞두고 훈련하던 중 발목 부상으로 그 대회 1000미터 (2), 1500미터 출전 엔트리를 제출하고도 경기를 포기할 수밖에 없었으며, 2016년 3월 서울에서 열린 2016 세계 선수권 대회에도 김아랑은 그 부상으로 인하여 개인 종목에 참가할 수 없었으나 유일하게 3000미터 계주 준결승에만 참여하여 대표팀의 3000미터 계주 우승에 기여하였다. 한편 이 대회에서 최민정은 개인 종합 순위 1위, 심석희는 13위, 노도희는 21위를 기록하였다.

### 2016–2017 시즌
김아랑은 2016년 4월에 열린 2016-2017 시즌 쇼트트랙 국가대표 선발대회에서 탈락하여 3년 만에 태극 마크를 내려놓아야 했다. 발목과 허리 부상으로 인하여 훈련을 제대로 할 수 없었고 그것은 곧 기량 저하로 이어졌다는 평가가 있었다. 또한 2017년 1월 19일 전국 동계체전 여자 대학부 3000미터 경기에 출전한 김아랑은 상대 선수의 스케이트 날에 얼굴이 찢기는 상처를 입었다. 아웃코스로 추월하던 중 노도희와 함께 넘어지면서 왼쪽 뺨을 베인 것이었다. 하지만 김아랑은 불과 한 달 후 2017년 2월 카자흐스탄 알마티에서 열린 제28회 동계 유니버시아드 여자 쇼트트랙 1500미터 경기에 출전하여 은메달을 땄으며, 3000미터 계주에서도 금메달을 차지하였다. 부상의 트라우마를 어느 정도 극복한 것으로 보였다. 또한 김아랑은 평창 올림픽이 끝난 후 어느 인터뷰에서, 상처를 입었을 때 다른 분들은 여자로서 얼굴의 상처를 걱정했지만 자신은 원래 부상이 있었던 발목 또는 허리가 아프지 않을까 걱정을 했다며 자신이 선수로서 마음가짐을 다시 돌아보는 계기가 되었다고 말하였다.

### 2017–2018 시즌

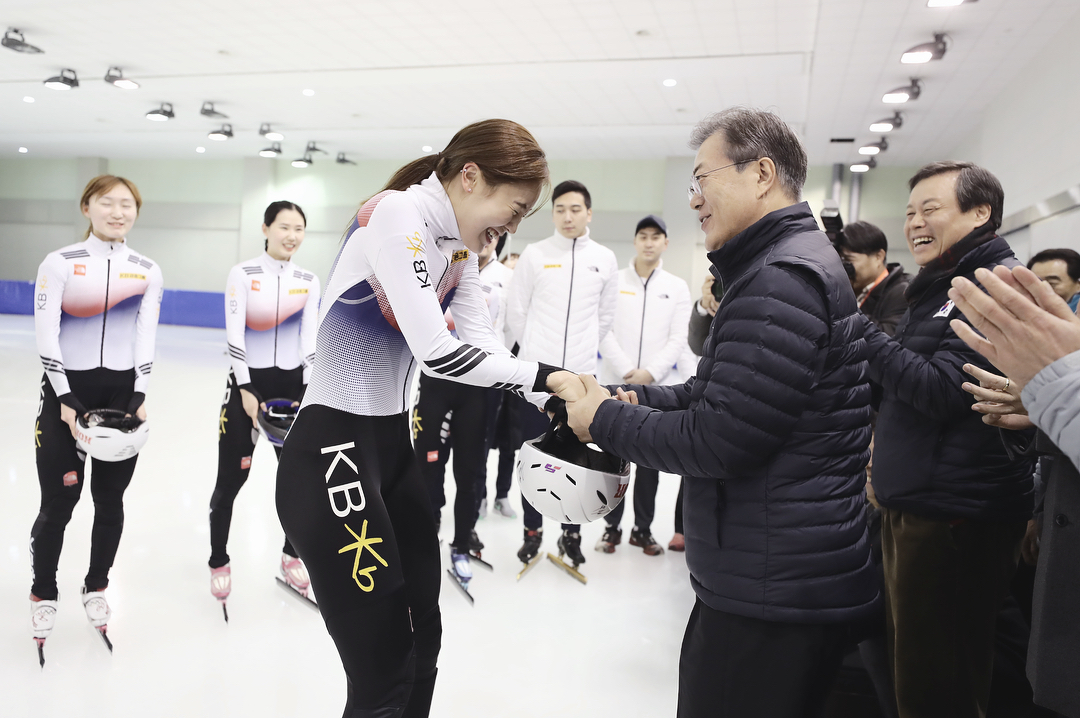
2018년 1월 17일 진천선수촌을 방문한 문재인 대통령과 김아랑

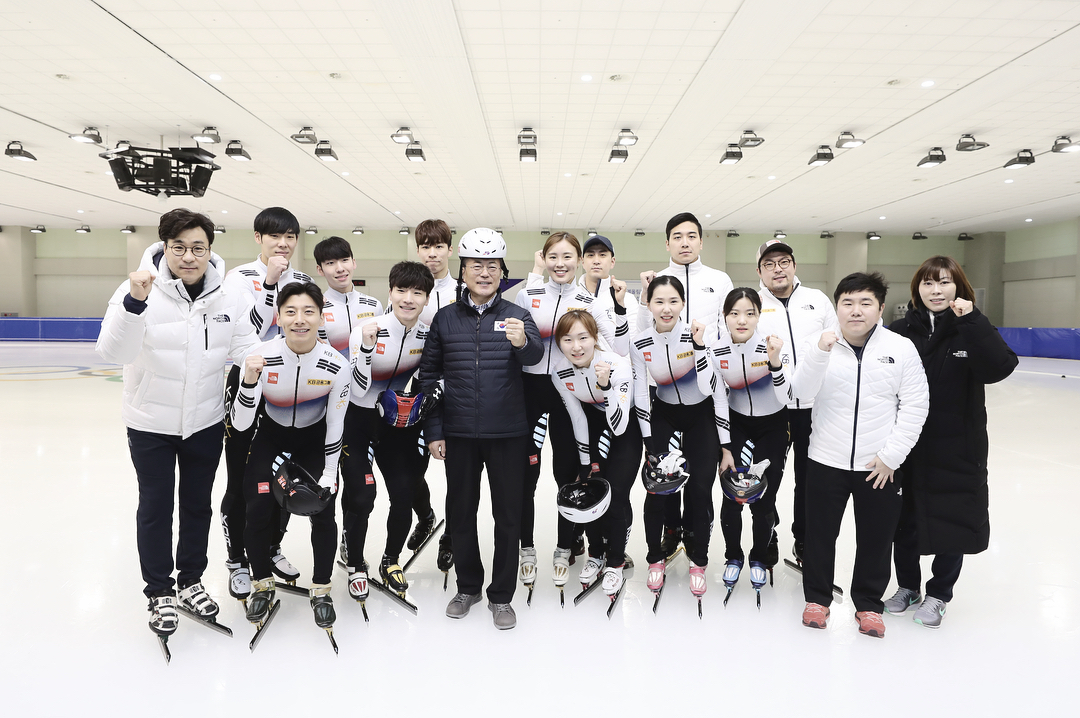
2017-18 쇼트트랙 국가대표 남녀선수팀과 문재인 대통령 (2018년 1월 17일 진천선수촌)

김아랑은 2017년 4월의 2017-2018 시즌 국가대표 선발전에서 종합순위 2위를 차지하여 일 년 만에 다시 국가대표로 복귀하였으며 또한 선발 순위 1·2·3위에 주어지는 2018 평창 동계 올림픽 개인 종목의 출전 자격 역시 따내었다. 2017년 7월 25일 쇼트트랙 대표팀 미디어데이 행사에서 조재범 쇼트트랙 여자 국가대표팀 코치는 "김아랑 선수가 워낙 노련하다 보니 동생들이 잘할 수 있게 도와주고 있다"며 "심석희와 최민정은 본인들 하기에도 바쁜데, 아랑이가 받쳐주니 그 밑의 동생들도 따라가게 된다. 그러한 분위기가 좋다"라고 맏언니 김아랑의 역할을 높이 평가하였다. 김아랑은 2017-18 시즌 ISU 쇼트트랙 월드컵 4차 대회에 출전한 2017년 11월 17일 3000미터 계주를 마치고 어느 인터뷰에서 "소치 대회 때 3000미터 계주 금메달을 따고 모두 함께 시상대 위에 올라갔었던 느낌을 아직도 잊지 못한다"며 "후배들에게도 이 기분을 평창에서 느끼게 해주고 싶다"라고 말했다.
2018 평창올림픽 쇼트트랙 스피드스케이팅 500미터에서 김아랑은 심석희와 더불어 예선 탈락을 하였다. 1500미터에서 공교롭게도 김아랑은 캐나다의 킴 부탱과 예선, 준결승 모두 함께 편성되어 킴 부탱을 따돌리고 각기 조 1위를 차지하였으나 결승에서는 아깝게도 킴 부탱 다음으로 4위에 그치고 말었다. 당시 1500미터에서 금메달을 따고 울먹이는 최민정을 다독여주는 김아랑의 모습은 많은 사람들에게 감동을 주었다. 1000미터에서 김아랑은 파이널 B에 진출하여 아쉽게도 1000미터 전체 순위 5위에 그쳤다. 3000미터 계주에서 여자대표팀은 가장 먼저 결승선을 통과하여 소치에 이어서 3000미터 계주 올림픽 2연패를 달성하였다. 김아랑은 경기 직후 어느 인터뷰에서, 그동안 힘든 일이 많았다고 하였는데 그 힘든 일이 무엇이냐는 기자의 질문에, 소치 대회 이후 크고 작은 부상이 많았는데 기량이 떨어졌던 걸 인정한다며 그 후 바닥부터 시작한다 생각하고 열심히 준비했는데 월드컵에서 기대 이하의 성적을 보여주어서 자신에게 약이 됐던 시간이었다고 답변하였다. 2017-2018 시즌의 마지막 대회인 2018 몬트리올 세계 선수권 대회에서 김아랑은 개인 종합 순위 5위를 기록하였다.

## 주요 대회 기록

### 개인 최고 기록
| 개인 최고 기록 | 개인 최고 기록 | 개인 최고 기록  | 개인 최고 기록                              |
| 개인 종목      | 최고 기록      | 날짜            | 대회                                        |
| -------------- | -------------- | --------------- | ------------------------------------------- |
| 500 미터       | 43.293         | 2014년 3월 15일 | 2014 세계 선수권 대회 (캐나다 몬트리올)     |
| 1000 미터      | 1:29.212       | 2018년 2월 22일 | 2018 평창 동계올림픽 (대한민국 강릉)        |
| 1500 미터      | 2:19.532       | 2013년 9월 28일 | 2013-2014 삼성 ISU 월드컵 1차 (중국 상하이) |
| 3000 미터 SF   | 4:54.471       | 2014년 3월 16일 | 2014 세계 선수권 대회 (캐나다 몬트리올)     |

### 세계 선수권 대회 순위
| 세계 선수권 대회 순위 | 세계 선수권 대회 순위 | 세계 선수권 대회 순위 | 세계 선수권 대회 순위 | 세계 선수권 대회 순위 | 세계 선수권 대회 순위 | 세계 선수권 대회 순위 | 세계 선수권 대회 순위 |
| 날짜                  | 장소                  | 500 m                 | 1000 m                | 1500 m                | 3000 m R              | 3000 m SF             | 개인 종합 순위        |
| --------------------- | --------------------- | --------------------- | --------------------- | --------------------- | --------------------- | --------------------- | --------------------- |
| 2018년 3월            | 캐나다 몬트리올       | 10위                  | 5위                   | 4위                   | 1위                   | 3위                   | 5위                   |
| 2016년 3월            | 대한민국 서울         | -                     | -                     | -                     | 1위                   | -                     | -                     |
| 2015년 3월            | 러시아 모스크바       | 13위                  | -                     | 4위                   | 1위                   | 3위                   | 6위                   |
| 2014년 3월            | 캐나다 몬트리올       | 10위                  | 7위                   | 2위                   | 4위                   | 6위                   | 6위                   |

### ISU 월드컵 랭킹
| ISU 월드컵 랭킹 | ISU 월드컵 랭킹 | ISU 월드컵 랭킹 | ISU 월드컵 랭킹 |
| 시즌            | 500 미터        | 1000 미터       | 1500 미터       |
| --------------- | --------------- | --------------- | --------------- |
| 2019-2020       | 29              | 23              | 7               |
| 2018-2019       | -               | -               | -               |
| 2017-2018       | 28              | 11              | 6               |
| 2016-2017       | -               | -               | -               |
| 2015-2016       | 27              | 10              | 5               |
| 2014-2015       | 11              | 6               | 8               |
| 2013-2014       | -               | 2               | 2               |

### 국제 대회 기록

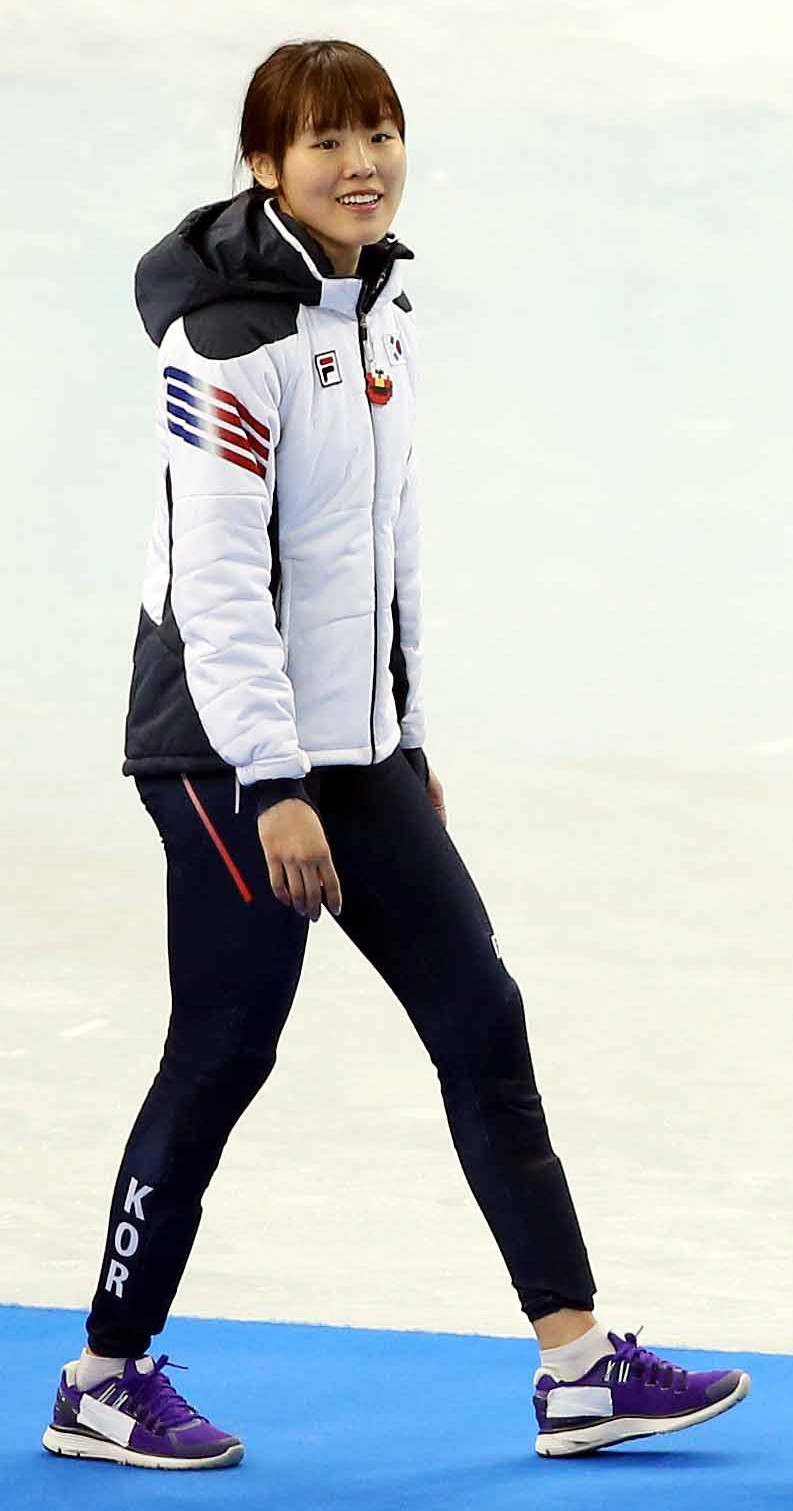
2014년 동계 올림픽 계주 시상식 당시의 김아랑

| 2019–20 시즌              | 2019–20 시즌                                      | 2019–20 시즌      | 2019–20 시즌 | 2019–20 시즌       | 2019–20 시즌 | 2019–20 시즌 |
| 날짜                      | 대회                                              | 500 m             | 1000 m       | 1500 m             | 3000 m R     | 3000 m SF    |
| ------------------------- | ------------------------------------------------- | ----------------- | ------------ | ------------------ | ------------ | ------------ |
| 2020년 1월 10일~12일      | 4대륙 선수권 (캐나다 몬트리올) 개인종합순위 4위   | 12위              | 3위          | 4위                | 1위          | 2위          |
| 날짜                      | 대회                                              | 500 m             | 1000 m       | 1500 m             | 3000 m R     | 2000 m R     |
| 2019년 12월 6일~8일       | 월드컵 4차 (중국 상하이)                          |                   | 20위         | 1위                | 4위          |              |
| 2019년 11월 29일~12월 1일 | 월드컵 3차 (일본 나고야)                          |                   |              | (1): 7위 (2): 16위 | 4위          | 1위          |
| 2019년 11월 8~10일        | 월드컵 2차 (캐나다 몬트리올)                      | 7위               | (1): 5위     |                    | 6위          | 3위          |
| 2019년 11월 1~3일         | 월드컵 1차 (미국 솔트 레이크 시티)                |                   | 19위         | 4위                | 2위          | 3위          |
| 2018–19 시즌              |                                                   |                   |              |                    |              |              |
| 날짜                      | 대회                                              | 500 m             | 1000 m       | 1500 m             | 3000 m R     |              |
| 2019년 3월 4~6일          | 동계 유니버시아드 (러시아 크라스노야르스크)       |                   | 1위          | 1위                |              |              |
| 2017–18 시즌              |                                                   |                   |              |                    |              |              |
| 날짜                      | 대회                                              | 500 m             | 1000 m       | 1500 m             | 3000 m R     | 3000 m SF    |
| 2018년 3월 16~18일        | 세계 선수권 (캐나다 몬트리올) 개인종합순위 5위    | 10위              | 5위          | 4위                | 1위          | 3위          |
| 2018년 2월 10~22일        | 평창 동계 올림픽                                  | 19위              | 5위          | 4위                | 1위          |              |
| 2017년 11월 16~19일       | 월드컵 4차 (대한민국 서울)                        |                   | 32위         | 6위                | 3위          |              |
| 2017년 11월 9~12일        | 월드컵 3차 (중국 상하이)                          | 14위              | 12위         | 45위               |              |              |
| 2017년 10월 5~8일         | 월드컵 2차 (네덜란드 도르드레흐트)                | 31위              |              | 7위                | 2위          |              |
| 2017년 9월 28일~10월 1일  | 월드컵 1차 (헝가리 부다페스트)                    | 24위              | 4위          | 7위                | 1위          |              |
| 2016–17 시즌              |                                                   |                   |              |                    |              |              |
| 날짜                      | 대회                                              | 500 m             | 1000 m       | 1500 m             | 3000 m R     |              |
| 2017년 2월 4~7일          | 동계 유니버시아드 (카자흐스탄 알마티)             | 3위               | 4위          | 2위                | 1위          |              |
| 2015–16 시즌              |                                                   |                   |              |                    |              |              |
| 날짜                      | 대회                                              | 500 m             | 1000 m       | 1500 m             | 3000 m R     |              |
| 2016년 3월 11~13일        | 세계 선수권 (대한민국 서울)                       |                   |              |                    | 1위          |              |
| 2016년 2월 5~7일          | 월드컵 5차 (독일 드레스덴)                        |                   |              | (1): 3위 (2): 3위  | -            |              |
| 2015년 12월 11~13일       | 월드컵 4차 (중국 상하이)                          |                   | 6위          | (2): 3위           | 1위          |              |
| 2015년 12월 4~6일         | 월드컵 3차 (일본 나고야)                          |                   | 3위          |                    | 1위          |              |
| 2015년 11월 6~8일         | 월드컵 2차 (캐나다 토론토)                        | (1): 15위         | 9위          |                    | 1위          |              |
| 2015년 10월 30일~11월 1일 | 월드컵 1차 (캐나다 몬트리올)                      | 6위               |              | 11위               | 1위          |              |
| 2014–15 시즌              |                                                   |                   |              |                    |              |              |
| 날짜                      | 대회                                              | 500 m             | 1000 m       | 1500 m             | 3000 m R     | 3000 m SF    |
| 2015년 3월 13~15일        | 세계 선수권 (러시아 모스크바) 개인종합순위 6위    | 13위              |              | 4위                | 1위          | 3위          |
| 2015년 2월 11~13일        | 동계 유니버시아드 (스페인 그라나다)               | 13위              | 1위          | 1위                | 2위          |              |
| 2015년 2월 6~8일          | 월드컵 5차 (독일 드레스덴)                        |                   | 1위          | (2): 2위           |              |              |
| 2014년 12월 19~21일       | 월드컵 4차 (대한민국 서울)                        | 12위              | 7위          |                    | 2위          |              |
| 2014년 12월 12~14일       | 월드컵 3차 (중국 상하이)                          | (1): 3위 (2): 5위 |              |                    | 1위          |              |
| 2014년 11월 14~16일       | 월드컵 2차 (캐나다 몬트리올)                      |                   |              | -                  |              |              |
| 2014년 11월 7~9일         | 월드컵 1차 (미국 솔트 레이크 시티)                |                   | (2): 2위     | 2위                | 1위          |              |
| 2013–14 시즌              |                                                   |                   |              |                    |              |              |
| 날짜                      | 대회                                              | 500 m             | 1000 m       | 1500 m             | 3000 m R     | 3000 m SF    |
| 2014년 3월 14~16일        | 세계 선수권 (캐나다 몬트리올) 개인종합순위 6위    | 10위              | 7위          | 2위                | 4위          | 6위          |
| 2014년 2월 7~23일         | 소치 동계 올림픽 (러시아 소치)                    | 10위              | 10위         | 13위               | 1위          |              |
| 2013년 11월 14~17일       | 월드컵 4차 (러시아 콜롬나)                        |                   | 2위          | 10위               | 2위          |              |
| 2013년 11월 7~10일        | 월드컵 3차 (이탈리아 토리노)                      |                   | 2위          | 22위               | 1위          |              |
| 2013년 10월 3~6일         | 월드컵 2차 (대한민국 서울)                        | 19위              | 3위          | 1위                | 1위          |              |
| 2013년 9월 26~29일        | 월드컵 1차 (중국 상하이)                          |                   | 2위          | 2위                | 1위          |              |
| 2012–13 시즌              |                                                   |                   |              |                    |              |              |
| 날짜                      | 대회                                              | 500 m             | 1000 m       | 1500 m             | 3000 m R     | 1500 m SF    |
| 2013년 2월 22~24일        | 세계 Jr 선수권 (폴란드 바르샤바) 개인종합순위 2위 | 11위              | 1위          | 4위                | 1위          | 2위          |

## 수상
국내 대회
- 2011년 제92회 전국동계체육대회 쇼트트랙 여자 중등부 3000m 계주 3위
- 2012년 제93회 전국동계체육대회 쇼트트랙 여자 고등부 500m 3위, 3000m(S.F),3000m 계주 1위
- 2012년 제26회 전국남녀 학생종별종합 쇼트트랙 선수권대회 여자 고등부 1000m,1500m 3위, 3000m (S.F) 2위
- 2012년 제28회 회장배 전국남녀 쇼트트랙스피드스케이팅대회 여자 고등부 1500M 1위
- 2012년 제29회 전국남녀 쇼트트랙 스피드 스케이팅대회 여자 고등부 1500m 2위, 3000m(S.F) 1위
- 2012년 2012 전국남녀 주니어 쇼트트랙 스피드 스케이팅 대회 여자 500m 2위, 1000m 4위, 1500(S.F) 1위
- 2013년 제94회 전국동계체육대회 쇼트트랙 여자 고등부 1500m, 3000m(S.F)3위
- 2013년 제27회 전국남녀 종별종합 쇼트트랙 스피드 스케이팅 선수권 대회 여자 고등부 1000m 1위, 1500m 4위 ,3000m(S.F)5위
- 2013년 2013 KB금융 쇼트트랙 스피드스케이팅 챔피언십 및 2013/2014 쇼트트랙 국가대표선발전 여자부 종합 3위(1500m 2위, 3000m S.F 2위)
- 2014년 제95회 전국동계체육대회 쇼트트랙 여자 고등부 3000m(S.F) 4위, 3000m 계주 3위
- 2014년 제29회 전국남녀 종합 쇼트트랙 스피드스케이팅 선수권대회 겸 2014/2015 쇼트트랙 국가대표선발 2차 대회 여자 1500m 5위, 3000m(S.F)4위
- 2014년 2015 동계유니버시아드대회 쇼트트랙 선발전 여자 1000m,1500m,3000(S.F) 1위, 500m 2위
- 2015년 제96회 전국동계체육대회 쇼트트랙 여자 대학부 1500m 2위, 3000m(S.F) 1위
- 2015년 KB금융 제30회 전국남녀 종합 쇼트트랙 스피드 스케이팅 선수권대회 겸 2015/16 국가대표 선발 2차대회 여자 1000m 4위, 3000m(S.F) 1위
- 2015년 제31회 전국남녀 종합 쇼트트랙 스피드 스케이팅 선수권대회 겸 2016/2017 쇼트트랙 국가대표 2차 선발대회 여자 1000m 3위
- 2016년 제33회 전국남녀 쇼트트랙 스피드 스케이팅 대회 여자 대학부 1500m 1위, 3000m(S.F) 1위
- 2016년 제32회 회장배 전국남녀 쇼트트랙 스피드 스케이팅 대회 여자 대학부 1500m 1위, 3000m(S.F) 1위
- 2017년 제98회 전국동계체육대회 쇼트트랙 여자 대학부 1500m 1위
- 2017년 KB금융 제32회 전국남녀 종합 쇼트트랙 스피드 스케이팅 선수권대회 겸 2017/18 국가대표 선발 2차대회 여자부 1500m 2위, 500m 3위, 1500m 4위, 1500m(S.F) 3위
- 2018년 제35회 전국남녀 쇼트트랙 스피드 스케이팅 대회 여자 일반부 500m 2위, 1500m 1위
- 2018년 제34회 회장배 전국남녀 쇼트트랙 스피드 스케이팅 대회 여자 일반부 1500m 2위
- 2019년 제100회 전국동계체육대회 쇼트트랙 여자 일반부 1000m 3위, 1500m 2위, 3000m 계주 2위
- 2019년 KB금융그룹 제34회 전국남녀 종합 쇼트트랙 선수권대회 및 2019/20 국가대표 선발 2차대회 여자부 (종합1위) 1500m 1위, 500m 2위, 1000m 3위, 3000m(S.F) 1위

국제 대회
- 2013년 2013 세계 주니어 쇼트트랙 선수권 대회(바르샤바) 
 여자 1000m, 3000m 계주 금메달, 1500m(S.F) 2위 (종합2위)
- 2013년 13-14 ISU 쇼트트랙 월드컵 1차(상하이) 여자 1500m, 1000m 은메달, 3000m 계주 금메달
- 2013년 13-14 ISU 쇼트트랙 월드컵 2차(서울) 여자 1500m 금메달, 1000m 동메달, 3000m 계주 금메달
- 2013년 13-14 ISU 쇼트트랙 월드컵 3차(토리노) 여자 1000m 은메달, 3000m 계주 금메달
- 2013년 13-14 ISU 쇼트트랙 월드컵 4차(콜롬나) 여자 1000m 은메달, 3000m 계주 은메달(여자3000m 계주 - 세계신기록 작성. 4:06.215)
- 2014년 동계 올림픽 쇼트트랙 여자 3000m 계주 금메달
- 2014년 2014 ISU 세계 쇼트트랙 선수권 대회 여자 1500m 은메달
- 2014년 14-15 ISU 쇼트트랙 월드컵 1차(솔트레이크) 여자 1500m, 1000m(2) 은메달, 3000m 계주 금메달
- 2014년 14-15 ISU 쇼트트랙 월드컵 3차(상하이) 여자 500m(1) 동메달, 3000m 계주 금메달
- 2014년 14-15 ISU 쇼트트랙 월드컵 4차(서울) 여자 3000m 계주 은메달
- 2015년 14-15 ISU 쇼트트랙 월드컵 5차(드레스덴) 여자 1000m 금메달, 1500m(2) 은메달
- 2015년 2015 동계유니버시아드대회 쇼트트랙 여자 1500m, 1000m 금메달, 3000m 계주 은메달
- 2015년 2015 ISU 세계 쇼트트랙 선수권 대회 여자 3000m(S.F) 동메달, 3000m 계주 금메달
- 2015년 15-16 ISU 쇼트트랙 월드컵 1차(몬트리올) 여자 3000m 계주 금메달
- 2015년 15-16 ISU 쇼트트랙 월드컵 2차(토론토) 여자 3000m 계주 금메달
- 2015년 15-16 ISU 쇼트트랙 월드컵 3차(나고야) 여자 1000m 동메달, 3000m 계주 금메달
- 2015년 15-16 ISU 쇼트트랙 월드컵 4차(상하이) 여자 1500m(2) 동메달, 3000m 계주 금메달
- 2016년 15-16 ISU 쇼트트랙 월드컵 5차(드레스덴) 여자 1500m(1), 1500m(2) 동메달
- 2016년 2016 ISU 세계 쇼트트랙 선수권 대회 여자 3000m 계주 금메달
- 2017년 2017 동계유니버시아드대회 쇼트트랙 여자 1500m 은메달, 500m 동메달, 3000m 계주 금메달
- 2017년 17-18 ISU 쇼트트랙 월드컵 1차(부다페스트) 여자 3000m 계주 금메달
- 2017년 17-18 ISU 쇼트트랙 월드컵 2차(도르드레흐트) 여자 3000m 계주 은메달
- 2017년 17-18 ISU 쇼트트랙 월드컵 4차(서울) 여자 3000m 계주 동메달
- 2018년 2018년 동계 올림픽 쇼트트랙 여자 3000m 계주 금메달
- 2018년 2018 ISU 세계 쇼트트랙 선수권 대회 여자 3000m 계주 금메달
- 2019년 2019 동계유니버시아드대회 쇼트트랙 여자 1500m 금메달, 1000m 금메달
- 2019년 19-20 ISU 쇼트트랙 월드컵 1차(솔트레이크) 여자 3000m 계주 은메달, 혼성 계주 2000m 동메달
- 2019년 19-20 ISU 쇼트트랙 월드컵 3차(나고야) 혼성 계주 2000m 금메달
- 2019년 19-20 ISU 쇼트트랙 월드컵 4차(상하이) 여자 1500m 금메달
- 2020년 2020 4대륙 쇼트트랙 선수권(몬트리올) 여자 1000m 동메달, 3000m(S.F)2위, 3000m 계주 금메달

수훈
- 체육훈장 청룡장(2022년 10월 14일)

## 경기 외 활동
| 연도   | 날짜             | 분류     | 활동 내역                                               | 비고                                  |
| ------ | ---------------- | -------- | ------------------------------------------------------- | ------------------------------------- |
| 2014년 | 3월 21일         | 화보     | 〈보그 코리아〉 4월호 화보 모델                         |                                       |
| 2014년 | 3월 26일         | 화보     | 〈마리끌레르〉 4월호 화보 모델                          |                                       |
| 2014년 | 4월 7일          | TV       | KBS2 안녕하세요 168회                                   | 유튜브 영상                           |
| 2014년 | 5월 4일          | TV       | 전주MBC 초대석 반갑습니다 - 김아랑                      | 유튜브 영상                           |
| 2018년 | 2월 9일          | TV       | SBS 평창올림픽 - 미니다큐 쇼트트랙 김아랑               | 유튜브 영상                           |
| 2018년 | 2월 24일         | TV       | SBS 평창올림픽 매스 스타트 중계석 깜짝출연              | 유튜브 영상                           |
| 2018년 | 2월 26일         | TV       | 전북생생TV 페이스전북 김아랑 인터뷰                     | 유튜브 영상                           |
| 2018년 | 2월 27일         | 라디오   | 네이버 스포츠 라디오                                    | 네이버 영상                           |
| 2018년 | 2월 28일         | 라디오   | 카톨릭평화방송 <열린세상 오늘! 김혜영입니다> 전화인터뷰 | 카톨릭평화방송 기사                   |
| 2018년 | 2월 28일         | 환영회   | 고양시청 환영회                                         | 유튜브 영상                           |
| 2018년 | 3월 1일          | 라디오   | 배성재의 텐(역대 최대 동시접속자 수 달성)               | 유튜브 영상                           |
| 2018년 | 3월 2일          | 환영회   | 한국체육대학 환영회                                     | 유튜브 영상                           |
| 2018년 | 3월 5일          | 환영회   | 전주제일고 환영회                                       | 유튜브 영상                           |
| 2018년 | 3월 9일          | 라디오   | MBC 두시의 데이트 지석진입니다 전화인터뷰               | 전화 인터뷰(일부)                     |
| 2018년 | 3월 15일         | TV       | 서울경기케이블TV 2018 기자가 만난 사람들 11회           | 유튜브 영상                           |
| 2018년 | 3월 18일         | TV       | 다큐멘터리 3일                                          | 네이버 영상                           |
| 2018년 | 3월 25일         | 시구     | 프로야구 기아 타이거즈 개막 2차전 시구                  | 유튜브 영상                           |
| 2018년 | 3월 26일         | 시상식   | 코카콜라 체육대상                                       | 유튜브 영상                           |
| 2018년 | 3월 29일         | 광고모델 | 한미약품 "텐텐 모델 실감나요"…쇼트트랙 김아랑           | 유튜브 영상                           |
| 2018년 | 4월 3일          | TV       | SBS 본격연예 한밤 김아랑 인터뷰                         | 유튜브 영상                           |
| 2018년 | 4월 6일          | 광고모델 | 롯데 하이마트 김아랑                                    | 유튜브 영상                           |
| 2018년 | 4월 10일         | 광고모델 | 더마틱스 울트라 연고 김아랑                             | 인스타그램 영상                       |
| 2018년 | 4월 11일         | TV       | SBS 영재발굴단 김아랑                                   | 유튜브 영상                           |
| 2018년 | 4월 20일         | 팬사인회 | 제11회 그린웨이 환경축제(전북도청)                      |                                       |
| 2018년 | 4월 28일         | 팬사인회 | 고양국제꽃박람회                                        | 유튜브 영상                           |
| 2018년 | 5월 7일 5월 14일 | TV       | jtbc 냉장고를 부탁해                                    |                                       |
| 2018년 | 5월 13일         | 팬사인회 | 경기약사학술대회(한미약품) - 일산 킨텍스                |                                       |
| 2021년 | 3월 31일         | TV       | 정산회담                                                | With 곽윤기                           |
| 2022년 | 3월 2일          | TV       | 라디오스타                                              | 게스트                                |
| 2022년 | 3월 2일          | TV       | 유 퀴즈 온 더 블럭                                      | with (최민정, 이유빈, 서휘민, 박지윤) |
| 2022년 | 3월 4일          | TV       | 나 혼자 산다                                            | With 곽윤기                           |
| 2022년 | 3월 5일          | TV       | JTBC 아는 형님                                          | With 곽윤기, 이유빈                   |
| 2022년 | 5월 17일         | 광고모델 | 그린스토어                                              | 유튜브 영상                           |

## 같이 보기
| - 곽윤기 - 조해리 - 이은별 - 신새봄 - 박승희 | - 노도희 - 공상정 - 심석희 - 최민정 | - 김예진 - 김지유 - 김건희 - 이유빈 |